# Hazardia stenolepis
Hazardia stenolepis là một loài thực vật có hoa trong họ Cúc. Loài này được (H.M.Hall) Hoover mô tả khoa học đầu tiên năm 1970.